# Rabab Ouhadi
Rabab Ouhadi, née le 15 décembre 2002, est une taekwondoïste marocaine.

## Carrière
Évoluant dans la catégorie des moins de 49 kg, Rabab Ouhadi est médaillée d'argent aux Jeux africains de la jeunesse de 2018 à Alger puis médaillée de bronze aux Jeux africains de 2019 à Rabat.